# جعفر عبد الكريم
جعفر عبد الكريم (بالألمانية: Jaafar Abdul Karim)‏ من مواليد عام 1981 في منروفيا بليبيريا. هو صحفي ألماني ومقدم برامج تلفزيونية. يعيش حاليا في برلين ويعمل لِصالح قناة دويتشه فيله.

## النشأة
ولد جعفر عبد الكريم في ليبيريا لكنّه ترعرع في سويسرا ثم انتقل في وقت لاحق إلى لبنان. تمكّن جعفر من التأقلم مبكراً مع الثقافتين الشرقية والغربية. درس التقنية المعلوماتية الإعلامية في جامعتي دريسدن الألمانية وإينزا في مدينة ليون الفرنسية، بالإضافة إلى دراسة الماجستير في العلاقات العامة والإدارة القيادية في جامعة كوادريغا بالعاصمة الألمانية برلين. كما شارك في دورة للإخراج في أكاديمية لندن للأفلام.

## المسيرة المهنية
بدأ عبد الكريم حياته المهنية في مؤسسة دويتشه فيله الألمانية منذ نحو سبع سنوات، حيث عمل مراسلاً للقناة في مصر، ليبيا، تونس، وعمل على نقل معاناة اللاجئين من الحدود السورية التركية. زادت شُهرة جعفر في العالم العربي عقب تقديمه لبرنامج شباب توك وهو برنامج حواري شبابي يُحاول معالجة هموم الشباب العربي وآماله. حاز البرنامج الذي يقدمه عبد الكريم على الجائزة الأولى في المهرجان العربي للإذاعة في تونس عام 2015 لأفضل برنامج حواري في العالم العربي، بالإضافة إلى الجائزة الثانية في فئة الومضات التوعوية لفيديو «شباب يصرخ لا للإرهاب» وهو من تنفيذه وفكرته. تميّز جعفر بسبب أن عمله لا ينحصر بين جدران استوديوهات التصوير بل يعمل ميدانياً أيضاً في إعداد التقارير المصورة، ما يُمكنه من إثراء النقاش انطلاقاً من خبراته في هذا المجال. عمل من قلب الحدث كمراسل للقناة في كل من مصر وتونس وليبيا وسوريا. ويتميز بمعرفة «معمقة» بكل ما يتعلق بمواقع التواصل الاجتماعي وتأثيرها على الإعلام والصحافة. دُعي إلى عدة مهرجانات عالمية وعربية ومنتديات دولية بشأن وسائل التواصل الاجتماعي وعلاقتها بوسائل الإعلام التقليدية. يعتبر جعفر عبد الكريم المقيم حالياً في ألمانيا أول إعلامي عربي يتضامن مع حملة «هو من أجل هي» التي نظمتها هيئة الأمم المتحدة للمرأة لدعم المساواة بين الجنسين.

## الجوائز
اختارته مجلة مديوم المعنية بالإعلام ضمن أشهر عشرة وجوه إعلامية شابة في ألمانيا. ورُشح فيلمه الوثائقي ما بعد العاصفة كأفضل فيلم وثائقي في عدة مهرجانات، ومنها مهرجان أفلام لحقوق الإنسان في نيويورك. كما حاز برنامج شباب توك الحواري على الجائزة الأولى في المهرجان العربي للإذاعة والتلفزيون بتونس عام 2015 فضلا عن جائزة أفضل برنامج حواري في العالم العربي.[بحاجة لمصدر]